# Allygus kopeticus
Allygus kopeticus är en insektsart som beskrevs av Alexander Fyodorovich Emeljanov 1979. Allygus kopeticus ingår i släktet Allygus och familjen dvärgstritar. Inga underarter finns listade i Catalogue of Life.